# Canton de Pouilly-sur-Loire
Le canton de Pouilly-sur-Loire est une circonscription électorale française située dans le département de la Nièvre et la région Bourgogne-Franche-Comté.

## Géographie
Le canton est organisé autour de Pouilly-sur-Loire dans l'arrondissement de Cosne-Cours-sur-Loire. Son altitude varie de 132 m (Neuvy-sur-Loire) à 373 m (Châteauneuf-Val-de-Bargis et Menestreau).

## Histoire
Par décret du 18 février 2014, le nombre de cantons du département est divisé par deux, avec mise en application aux élections départementales de mars 2015. Le canton de Pouilly-sur-Loire est conservé et s'agrandit. Il passe de 11 à 29 communes.

## Représentation

### Conseillers généraux de 1833 à 2015
| Période | Période      | Identité                                               | Étiquette               | Qualité                                                                                                |
| ------- | ------------ | ------------------------------------------------------ | ----------------------- | --- |
| 1833    | 1842         | Antoine Alexandre Guillerault des Ballands (1783-1851) |                         | Notaire impérial, juge de paix, adjoint au maire de Pouilly-sur-Loire                                  |
| 1842    | 1848         | Lionel de Mouchet de Battefort de Laubespin            | Monarchiste             | Capitaine d'état-major à Paris                                                                         |
| 1848    | 1852         | Jules Philippe Roy (1800-1856)                         | Républicain             | Receveur de l'enregistrement des domaines Propriétaire à Pouilly-sur-Loire, maire de Bulcy (1843-1856) |
| 1852    | 1896 (décès) | Lionel de Mouchet de Battefort de Laubespin            | Monarchiste             | Militaire maire de Tracy-sur-Loire Sénateur (1888-1896)                                                |
| 1896    | 1898 (décès) | Ernest Durand                                          | Républicain             | Ancien employé des chemins de fer, conseiller d'arrondissement, maire de Garchy                        |
| 1898    | 1931         | Abel Pabion                                            | RG                      | Propriétaire à Cosne-sur-Loire Viticulteur à Pouilly-sur-Loire                                         |
| 1931    | 1940         | Jules Sébillotte (1885-1971)                           | Soc.ind.                | Médecin à Pouilly-sur-Loire Nommé conseiller départemental en 1943                                     |
|         |              |                                                        |                         | |
| 1945    | 1970         | Jules Sébillotte                                       | Soc.ind. puis Centriste | Médecin à Pouilly-sur-Loire                                                                            |
| 1970    | 1976         | Jean Monnerot                                          | UDR                     | Médecin Maire de Pouilly-sur-Loire                                                                     |
| 1976    | 1988         | Simone Couty                                           | app.PS                  | Propriétaire à Pouilly-sur-Loire                                                                       |
| 1988    | 2001         | Jean-Jacques Lété                                      | RPR                     | Masseur-kinésithérapeute Maire de Pouilly-sur-Loire (1989-2020)                                        |
| 2001    | 2015         | Hervé Monnerot                                         | RPR puis UMP            | Médecin Ancien maire-adjoint de Pouilly-sur-Loire                                                      |

### Conseillers d'arrondissement (de 1833 à 1940)
| Période                                  | Période      | Identité                                  | Étiquette        | Qualité |
| ---------------------------------------- | ------------ | ----------------------------------------- | ---------------- | --- |
| 1833                                     | 1842         | François Didier Hippolyte Roy (1796-1854) |                  | Propriétaire à Pouilly-sur-Loire                                                                            |
| 1842                                     | 1848         | Jean Millet (1779-1856)                   |                  | Ancien notaire à Blancafort (Cher) puis maire de Garchy (1830-1856)                                         |
|                                          |              |                                           |                  | |
|                                          | 1886         | M. Durand                                 |                  | |
| 1886                                     | 1892         | Henri Bernot de Charant                   | Droite           | Colonel d'infanterie en retraite, Mesves-sur-Loire                                                          |
| 1892                                     | 1896 (décès) | Jules Bernot (1826-1896)                  | Républicain      | Cafetier-épicier à Pouilly-sur-Loire                                                                        |
| 1897                                     | 1904         | Jean Pautrat                              | Radical          | Maire de Suilly-la-Tour                                                                                     |
| 1904                                     | 1910         | M. Lebrun                                 | Radical          | |
| 1910                                     | 1934         | Émile Leroy                               | PRS puis Radical | Maire de Pouilly-sur-Loire                                                                                  |
| 1910                                     | 1915 (décès) | Léon Cannier                              | Radical          | Propriétaire, conseiller municipal de Suilly-la-Tour                                                        |
| 1915                                     | 1919         | siège vacant                              |                  | |
| 1934                                     | 1940         | Eugène Jeannot                            | Radical          | Propriétaire à Pouilly-sur-Loire                                                                            |
| 1919                                     | 1940         | Louis Brochat                             | Radical          | Viticulteur, maire de Saint-Martin-sur-Nohain                                                               |
| 1940                                     |              |                                           |                  | Les conseils d'arrondissement ont été suspendus par la loi du 12 octobre 1940 et n'ont jamais été réactivés |
| Les données manquantes sont à compléter. |              |                                           |                  | |

### Conseillers départementaux à partir de 2015
| Période élective | Période élective | Mandat | Mandat   | Identité            | Nuance | Nuance | Qualité |
| ---------------- | ---------------- | ------ | -------- | ------------------- | ------ | ------ | --- |
| 2015             | 2021             | 2015   | 2021     | Pascale de Mauraige |        | DVD    | Formatrice retraitée Maire d'Arquian (2001-2020) Présidente de la communauté de communes Puisaye nivernaise jusqu'en 2020 Ancienne conseillère générale du Canton de Saint-Amand-en-Puisaye (2001-2015) |
| 2015             | 2021             | 2015   | 2021     | Thierry Flandin     |        | DVD    | Agriculteur maire de Perroy (2001-2020) Président de la communauté de communes Loire, Vignobles et Nohain Ancien conseiller général du Canton de Donzy (1994-2015)                                      |
| 2021             | 2028             | 2021   | en cours | Patrick Bondeux     |        | DVD    | Ingénieur, maire de Neuvy-sur-Loire |
| 2021             | 2028             | 2021   | en cours | Pascale de Mauraige |        | DVD    | Conseillère sortante |

### Résultats détaillés

#### Élections de mars 2015
À l'issue du 1er tour des élections départementales de 2015, deux binômes sont en ballottage : Pascale de Mauraige et Thierry Flandin (DVD, 47,32 %) et Florence Lassarre et José Olivares Villegat (FN, 28,78 %). Le taux de participation est de 56,33 % (6 754 votants sur 11 991 inscrits) contre 53,03 % au niveau départemental et 50,17 % au niveau national.
Au second tour, Pascale de Mauraige et Thierry Flandin (DVD) sont élus avec 65,14 % des suffrages exprimés et un taux de participation de 55,43 % (3 946 voix pour 6 646 votants et 11 990 inscrits).

#### Élections de juin 2021
Le premier tour des élections départementales de 2021 est marqué par un très faible taux de participation (33,26 % au niveau national). Dans le canton de Pouilly-sur-Loire, ce taux de participation est de 33,4 % (3 933 votants sur 11 774 inscrits) contre 34,28 % au niveau départemental. À l'issue de ce premier tour, deux binômes sont en ballottage : Patrick Bondeux et Pascale de Mauraige (DVD, 43,78 %) et Sabrina Gaudry et Yves Ravet (DVG, 32,24 %).
Le second tour des élections est marqué une nouvelle fois par une abstention massive équivalente au premier tour. Les taux de participation sont de 34,36 % au niveau national, 37,18 % dans le département et 36,41 % dans le canton de Pouilly-sur-Loire. Patrick Bondeux et Pascale de Mauraige (DVD) sont élus avec 57,6 % des suffrages exprimés (2 292 voix pour 4 288 votants et 11 776 inscrits),,. 

## Composition

### Composition avant 2015
Le canton de Pouilly-sur-Loire regroupait 11 communes.
| Nom                           | Code Insee | Codepostal | Superficie (km2) | Population (dernière pop. légale) | Densité (hab./km2) |
| ----------------------------- | ---------- | ---------- | ---------------- | --------------------------------- | ------------------ |
| Pouilly-sur-Loire (chef-lieu) | 58215      | 58150      | 20,28            | 1 690 (2012)                      | 83                 |
| Bulcy                         | 58042      | 58400      | 8,43             | 142 (2012)                        | 17                 |
| Garchy                        | 58122      | 58150      | 21,18            | 430 (2012)                        | 20                 |
| Mesves-sur-Loire              | 58164      | 58400      | 18,64            | 685 (2012)                        | 37                 |
| Saint-Andelain                | 58228      | 58150      | 20,31            | 535 (2012)                        | 26                 |
| Saint-Laurent-l'Abbaye        | 58248      | 58150      | 1,41             | 234 (2012)                        | 166                |
| Saint-Martin-sur-Nohain       | 58256      | 58150      | 24,03            | 389 (2012)                        | 16                 |
| Saint-Quentin-sur-Nohain      | 58265      | 58150      | 15,98            | 118 (2012)                        | 7,4                |
| Suilly-la-Tour                | 58281      | 58150      | 36,91            | 625 (2012)                        | 17                 |
| Tracy-sur-Loire               | 58295      | 58150      | 23,07            | 961 (2012)                        | 42                 |
| Vielmanay                     | 58307      | 58150      | 21,33            | 193 (2012)                        | 9                  |

### Composition depuis 2015
Le canton compte désormais 29 communes.
| Nom                                       | Code Insee | Intercommunalité       | Superficie (km2) | Population (dernière pop. légale) | Densité (hab./km2) | Modifier                                    |
| ----------------------------------------- | ---------- | ---------------------- | ---------------- | --------------------------------- | ------------------ | ------------------------------------------- |
| Pouilly-sur-Loire (bureau centralisateur) | 58215      | CC Cœur de Loire       | 20,28            | 1 623 (2022)                      | 80                 | modifier les données · modifier les données |
| Annay                                     | 58007      | CC Cœur de Loire       | 26,27            | 345 (2022)                        | 13                 | modifier les données · modifier les données |
| Arquian                                   | 58012      | CC de Puisaye-Forterre | 33,56            | 550 (2022)                        | 16                 | modifier les données · modifier les données |
| Bitry                                     | 58033      | CC de Puisaye-Forterre | 17,47            | 311 (2022)                        | 18                 | modifier les données · modifier les données |
| Bouhy                                     | 58036      | CC de Puisaye-Forterre | 36,37            | 427 (2022)                        | 12                 | modifier les données · modifier les données |
| Bulcy                                     | 58042      | CC Cœur de Loire       | 8,43             | 144 (2022)                        | 17                 | modifier les données · modifier les données |
| Cessy-les-Bois                            | 58048      | CC Cœur de Loire       | 17,49            | 114 (2022)                        | 6,5                | modifier les données · modifier les données |
| Châteauneuf-Val-de-Bargis                 | 58064      | CC Cœur de Loire       | 47,56            | 479 (2022)                        | 10                 | modifier les données · modifier les données |
| Ciez                                      | 58077      | CC Cœur de Loire       | 28,34            | 376 (2022)                        | 13                 | modifier les données · modifier les données |
| Colméry                                   | 58081      | CC Cœur de Loire       | 24,17            | 269 (2022)                        | 11                 | modifier les données · modifier les données |
| Couloutre                                 | 58089      | CC Cœur de Loire       | 21,03            | 220 (2022)                        | 10                 | modifier les données · modifier les données |
| Dampierre-sous-Bouhy                      | 58094      | CC de Puisaye-Forterre | 26,90            | 456 (2022)                        | 17                 | modifier les données · modifier les données |
| Donzy                                     | 58102      | CC Cœur de Loire       | 63,18            | 1 542 (2022)                      | 24                 | modifier les données · modifier les données |
| Garchy                                    | 58122      | CC Cœur de Loire       | 21,18            | 427 (2022)                        | 20                 | modifier les données · modifier les données |
| Menestreau                                | 58162      | CC Cœur de Loire       | 19,49            | 96 (2022)                         | 4,9                | modifier les données · modifier les données |
| Mesves-sur-Loire                          | 58164      | CC Cœur de Loire       | 18,64            | 656 (2022)                        | 35                 | modifier les données · modifier les données |
| Neuvy-sur-Loire                           | 58193      | CC Cœur de Loire       | 21,31            | 1 428 (2022)                      | 67                 | modifier les données · modifier les données |
| Perroy                                    | 58209      | CC Cœur de Loire       | 21,68            | 148 (2022)                        | 6,8                | modifier les données · modifier les données |
| Saint-Amand-en-Puisaye                    | 58227      | CC de Puisaye-Forterre | 41,51            | 1 211 (2022)                      | 29                 | modifier les données · modifier les données |
| Saint-Andelain                            | 58228      | CC Cœur de Loire       | 20,31            | 609 (2022)                        | 30                 | modifier les données · modifier les données |
| Saint-Laurent-l'Abbaye                    | 58248      | CC Cœur de Loire       | 1,41             | 216 (2022)                        | 153                | modifier les données · modifier les données |
| Saint-Malo-en-Donziois                    | 58252      | CC Cœur de Loire       | 14,81            | 142 (2022)                        | 9,6                | modifier les données · modifier les données |
| Saint-Martin-sur-Nohain                   | 58256      | CC Cœur de Loire       | 24,03            | 377 (2022)                        | 16                 | modifier les données · modifier les données |
| Saint-Quentin-sur-Nohain                  | 58265      | CC Cœur de Loire       | 15,98            | 98 (2022)                         | 6,1                | modifier les données · modifier les données |
| Saint-Vérain                              | 58270      | CC de Puisaye-Forterre | 24,69            | 369 (2022)                        | 15                 | modifier les données · modifier les données |
| Sainte-Colombe-des-Bois                   | 58236      | CC Cœur de Loire       | 29,59            | 139 (2022)                        | 4,7                | modifier les données · modifier les données |
| Suilly-la-Tour                            | 58281      | CC Cœur de Loire       | 36,91            | 575 (2022)                        | 16                 | modifier les données · modifier les données |
| Tracy-sur-Loire                           | 58295      | CC Cœur de Loire       | 23,07            | 993 (2022)                        | 43                 | modifier les données · modifier les données |
| Vielmanay                                 | 58307      | CC Cœur de Loire       | 21,33            | 175 (2022)                        | 8,2                | modifier les données · modifier les données |
| Canton de Pouilly-sur-Loire               | 5815       |                        | 726,99           | 14 515 (2022)                     | 20                 | modifier les données                        |

## Démographie

### Démographie avant 2015
| 1962  | 1968  | 1975  | 1982  | 1990  | 1999  | 2006  | 2011  | 2012  |
| ----- | ----- | ----- | ----- | ----- | ----- | ----- | ----- | ----- |
| 6 379 | 6 326 | 5 905 | 5 757 | 5 810 | 5 734 | 5 962 | 6 029 | 6 002 |

### Démographie depuis 2015
En 2022, le canton comptait 14 515 habitants, en évolution de −1,72 % par rapport à 2016 (Nièvre : −3,28 %, France hors Mayotte : +2,11 %).
| 2013   | 2018   | 2022   |
| ------ | ------ | ------ |
| 15 025 | 14 565 | 14 515 |